# 花弁形竪穴建物
花弁形竪穴建物（かべんがたたてあなたてもの）、または花弁状竪穴建物（かべんじょうたてあなたてもの）は、日本考古学における建物の遺構名の1つ。弥生時代に九州南部（宮崎県南部・鹿児島県東部・熊本県南部）を中心に建築された竪穴建物の1形態で、発掘調査の際に検出される遺構の平面形が花弁状を呈することから、室内空間を分ける間仕切り（まじきり）を持っていたと考えられている。学史上では様々な呼称があり、花弁形（型）住居（かべんがたじゅうきょ/はなびらがたじゅうきょ）のほか、花弁状住居（かべんじょうじゅうきょ）、花弁形（型）間仕切り住居（かべんがたまじきりじゅうきょ）、花弁状間仕切り住居（かべんじょうまじきりじゅうきょ）、日向型間仕切り住居（ひゅうががたまじきりじゅうきょ）などがある。

## 概要
地面を掘り込んで床面を地表面より低い位置に構築する竪穴建物の1種であるが、掘り込み（竪穴壁）の内側に、壁状の掘り残し部分（突出壁）を造ることで、建物内に複数の間仕切り空間を設けたと考えられる建物である。遺跡の発掘調査の際、遺構検出面上で検出される遺構の覆土や、完掘時の遺構の輪郭（平面形態）が、あたかも「花弁」のように見えるという特徴から、このように呼称されるようになった。
学史において「花弁」という形容を初めて用いたのは、宮崎県在住の考古学研究者、石川恒太郎である。石川は、1958年（昭和33年）に、同県児湯郡川南町川南把言田（かわみなみはごんだ）に所在する把言田遺跡（はごんだいせき）の発掘調査において、方形の竪穴から3方向に張り出し部を持つ竪穴建物跡を検出し、当遺跡の発掘調査報告書（『宮崎県文化財調査報告書』第3輯 宮崎県教育委員会編）で、「花弁型住居」と形容した。ただし石川は「新聞記者諸氏が、誰かの冗談を信じて『花弁型住居址』と報道した」としており、最初に「花弁型」の形容を用いたのは石川ではない別人であることを示唆している。また石川自身は「花弁型」という表現について、一般には受入れられやすいだろうが学術用語的ではないとして、適切な名称について逡巡しており、ひとまずの名称として「川南式住居」と呼んでおくとした。
なお、石川がこの時「花弁型住居」の最初の検出事例として報告した把言田遺跡の建物遺構は、竪穴部の内側を一部掘り残して突出壁を形成するのではなく、中央の竪穴部から外側に張り出し（拡張）を追加的に設けて小部屋を構築するものであったことから、現在「花弁形竪穴建物」として定義・分類されているものとは建築工法が異なるとして、北郷泰道（ほんごう ひろみち、元宮﨑県埋蔵文化財センター副所長）は「副室付住居」と呼び、花弁形竪穴建物の範疇に含めていない。

## 構造
花弁形竪穴建物の建築工法上の特徴は、2011年（平成23年）の北郷泰道の分析によれば、
1. 竪穴部の範囲を大まかに掘り、建物の外径を定める（第1工程）。
2. 竪穴部内の中央をより深く掘り下げ、床面の深さを確定し、その周囲に上屋を支える掘立柱（主柱）を複数立て、さらに主柱の上に梁・桁を乗せ、垂木をかけて上屋を造る（第2工程）。
3. 主柱の位置から、工程1段階で粗掘りとなっている外周までの部分を掘削し、床面を外側に拡げる。その際、主柱の背後と外周までの箇所を意図的に薄く掘り残し、放射状の「突出壁」を構築する（第3工程）。

という工法がとられたものと推定している。建物の外径を定めて建築された後に、追加的に張り出し（拡張）を造るのではなく、あらかじめ建物の外径を設定し、主柱と竪穴壁までの間の狭いエリア（デッドスペース）を意図的に掘り残し、突出壁＝間仕切りとする工法の竪穴建物を、花弁形竪穴建物の定義としている。主柱と竪穴壁には、位置的な対応関係が生ずるため、基本的には主柱の位置・本数が突出壁の位置・枚数と一致する。なお、突出壁による間仕切り空間は中央の床面よりも一段高い場合が多い。また突出壁と天井（垂木）との間にも、何らかの間仕切り材があったと推定している。
これら「間仕切り」の役割について、北郷は「日常生活の各側面を空間的に区画し、区画された空間を目的的・特殊的に使用すること」を意図して造られた、と解釈している。宮崎県総合博物館の展示解説では、物置や石器製作の作業場、ベッドとして使用されたと推定している。
建物の平面形態には、円形のもの（Ⅰ類）と方形のもの（Ⅱ類）がある。Ⅰ類は、円の直径を4等分した位置に主柱が建てられ、Ⅱ類は、正方形の一辺を3等分した位置に主柱が建てられると言う規則性が見られる。しかし年代が下るに従って、主柱と竪穴壁との位置的・本数的な対応関係は徐々に喪失し、数と位置が一致しなくなってゆく傾向がある。これは先述の建築時の「第1工程」が、年代が下るに従い省略され、フリーハンドで間仕切りを伴う竪穴が掘られるようになっていった結果と考えられている。
外観は、一般的な竪穴建物と同様で、屋根に葺いた垂木などの屋根材が地面にまで到達し、外側から壁が見えない伏屋式だったと考えられている。ただし北郷泰道は、上屋部分を支える主柱と、周囲の竪穴壁までの距離が、間仕切り空間を確保した分だけ遠くなることから、垂木材が長く、屋根の傾斜角が小さい（＝建物の直径に対して屋根の高さが相対的に低く見える）外観だったのではないか、と考察している。
また、屋根の傾斜角が低くなることには、強い風の抵抗を軽減し、九州南部で頻繁に発生する台風などの暴風雨に耐えられるという利点もあって採用された工法ではないか、としている。

## 分布
宮崎県南部および鹿児島県東部（大隅半島）に集中的に分布しているが、宮崎県北部や、熊本県南部（人吉地方）にも検出事例がある。後述する佐賀県三養基郡みやき町原古賀の西寒水四本柳遺跡（にししょうず よんほんやなぎいせき）での検出例は、九州北西部に存在し、かつ年代的にも突出して古いものである。
このほか、飛び地的な分布として、四国地方の愛媛県松山市・文京遺跡での検出事例が知られる。

### 花弁形竪穴建物の祖源
同建物の祖源は、朝鮮半島の大韓民国忠清南道扶余郡に所在する松菊里遺跡（ソングンニいせき/しょうきくりいせき）で検出された、「松菊里型竪穴建物（松菊里型住居）」にあると考えられている。これは、初期の花弁形竪穴建物が、床面の中央に「中央土坑」と呼ばれる土坑と、その両脇に付随する2基の柱穴を持つという、松菊里型竪穴建物と同じ特徴を有しているためである。
突出壁のない松菊里型竪穴建物そのものも、九州島内では宮崎県宮崎市の宮崎学園都市遺跡群の前原北遺跡（まえばるきたいせき）などで検出されているが（発展松菊里型竪穴建物）、それらから、主柱背後と竪穴壁までの間に中央の床面よりも1段高いベッド状の空間を持つものが現れ（発展松菊里型竪穴建物+ベッド状遺構）、さらに主柱と竪穴壁との間を掘り残す事によって「突出壁」を創出し、間仕切り空間を持つ花弁形竪穴建物が成立したと考えられている。

### 最古の花弁形竪穴建物
九州南部における同建物の存続時期は弥生時代中期後半から後期にかけてであり、後期に最も隆盛するが、佐賀県三養基郡みやき町原古賀の西寒水四本柳遺跡（にししょうず よんほんやなぎいせき）で検出された事例は、弥生時代中期前半に遡ると見られ、朝鮮半島の松菊里型竪穴建物を基礎に成立した花弁形竪穴建物は、当初、九州北部に出現したと考えられている。しかし、九州北部ではこれ以降の検出事例はなく、年代のかなり下った弥生時代中期後半になって、宮崎・鹿児島両県を中心とする九州南部で再び出現した。
この現象の要因について、北郷泰道は、朝鮮半島南部の諸地域と九州島北部および南部との間では、多元的・多面的な地域間交流が行われていたことが推定され、西寒水四本柳遺跡の事例は、突出壁による間仕切り構築と言う、花弁形竪穴建物の設計的発想の萠芽である事を認めつつも、これを後に九州南部で隆盛する花弁形竪穴建物の単一的起源と見なさず、複雑な交流が行われていた結果、九州北部で定着しなかった花弁形竪穴建物が九州南部で時期を異にして出現したものではないかと考察している。

## 年代的変遷
弥生時代中期前半に、朝鮮半島と倭人の交流により、松菊里型竪穴建物を基礎として九州北部に花弁形竪穴建物が出現した（佐賀県・西寒水四本柳遺跡）。しかし、九州北部では定着・普及することがなく断絶し、中期後半になって宮崎県・鹿児島県域で改めて出現する。
出現期の花弁形竪穴建物は、松菊里型竪穴建物に特徴的な、中央土坑とその両脇の2本の柱穴を持ち、また主柱と突出壁の位置と数に対応関係が見られる。
中期後半から後期にかけて、宮崎県南部（宮崎市の宮崎学園都市遺跡群など）や鹿児島県北東部（鹿屋市の王子遺跡など）で普及し、後期に隆盛する。この間、松菊里型竪穴建物に見られた中央土坑が床面中央から端に移動し、両脇の2柱穴は消失していく。また、建築工程にも省略が始まり、主柱と突出壁との対応関係の消失などが生じる。
古墳時代初頭ごろ、宮崎県・鹿児島県域では竪穴建物が方形基調に斉一化する中で花弁形竪穴建物そのものも消失していくが、熊本県人吉地方などでは一部存続する。